# Distretto di Kusini
Il distretto di Kusini è un distretto della Tanzania situato nella regione di Zanzibar Centro-Sud. È suddiviso in 21 circoscrizioni (wards) e conta una popolazione di 39 242 abitanti (censimento 2012).
Elenco delle circoscrizioni:
- Bwejuu
- Dongwe
- Jambiani Kibigija
- Jambiani Kikadini
- Kajengwa
- Kibuteni
- Kijini
- Kiongoni
- Kitogani
- Kizimkazi Dimbani
- Kizimkazi Mkunguni
- Mtende
- Muungoni
- Muyuni A
- Muyuni B
- Muyuni C
- Mzuri
- Nganani
- Paje
- Pete
- Tasani